# Temple de Wong Tai Sin (Hong Kong)
Ne doit pas être confondu avec Temple de Wong Tai Sin (Canton).
Le temple de Wong Tai Sin (黃大仙祠) est un sanctuaire taoïste de Hong Kong, situé dans le district de Wong Tai Sin à New Kowloon au sud du rocher du Lion. Dédié à Wong Tai Sin (en), il comprend plusieurs bâtiments et des jardins pour une superficie totale de 18 000 m² et est très connu pour la pratique du kau chim (en), lors de laquelle une personne pose des questions et interprète les réponses à partir de bâtons plats marqués d'un texte ou de chiffres, et pour son arcade qui accueille plus de 160 boutiques où sont proposé des services de divination.
En raison de son importance historique, il est classé bâtiment historique de rang I. Il est également le premier temple taoïste autorisé par le gouvernement de Hong Kong à organiser des mariages taoïstes et à délivrer des certificats de mariage.

## Histoire
Au début du 20e siècle, Leung Renyan (梁仁菴) du village de Namgong (稔岡) près du mont Sai Chiu à Namhoi dans la province du Guangdong étend l'influence introduit le culte de Wong Tai Sin (en) à Wan Chai. Cette divinité taoïste était largement inconnue avant que Leung ne l'amène à Hong Kong.
Leung arrive à Hong Kong en 1915. Il loue un appartement à Wan Chai et érige un autel dédié à Wong Tai Sin dans son appartement. Il utilise un portrait de la divinité qu'il a rapportée du village de Namgong. En mars 1916, il ouvre une boutique de plantes médicinales à proximité et déplace l'autel à l'arrière de la boutique. Les clients venant dans son magasin peuvent prier sur l'autel et demander conseil pour leurs maux. Leung remplit alors leurs ordonnances et la popularité de Wong Tai Sin commence à croître.
Cependant, en 1918, le magasin de Leung est détruit par un incendie. Il retourne alors à Namgong pour finir sa vie car il a maintenant 57 ou 58 ans.

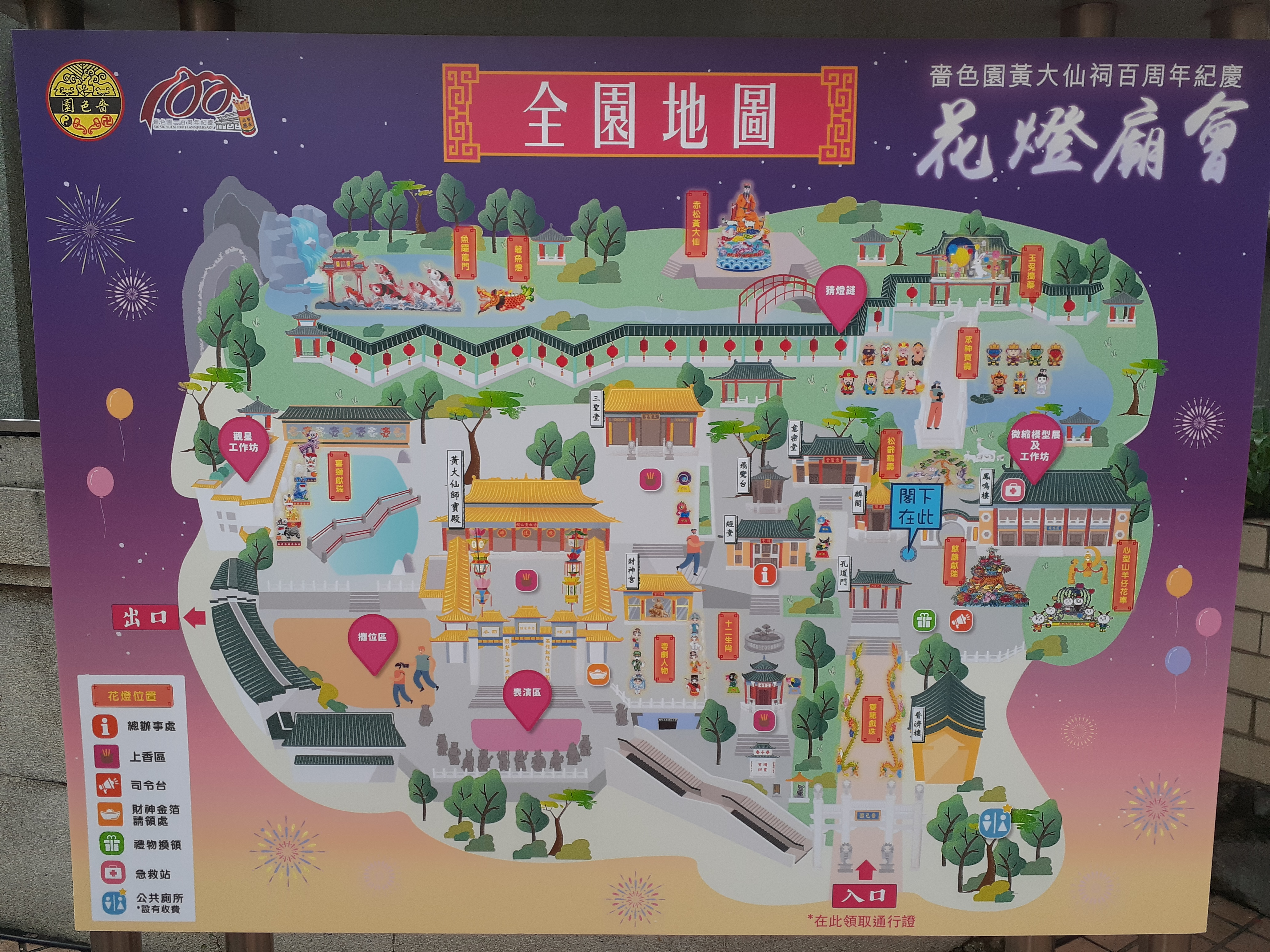
Plan du complexe du temple.

En 1921, Leung déclare avoir reçu un message de Wong Tai Sin lui demandant de construire un nouveau sanctuaire grâce au Fu Ji (扶乩), une technique de divination qui utilise un tamis ou un plateau suspendu pour guider un bâton qui écrit des caractères chinois dans le sable ou les cendres d'encens. Il lui aurait conseillé à lui et un camarade taoïste de commencer à marcher vers un site se trouvant à 3 600 pas d'une jetée. L'endroit est à peu près à bonne distance de la jetée de Kowloon City. Lorsqu'ils arrivent au village de Chuk Yuen (en), ils plantent un morceau de bambou dans le sol en guise de marque. Puis ils consultent Wong Tai Sin par le procédé du Fu Ji qui leur dit que c'est un bon site. Wong Tai Sin leur aurait appris également à déterminer le centre potentiel du temple par 3 pieds chinois (environ 1 m) à droite et 3 pieds en arrière de la marque et le temple potentiel est nommé « sanctuaire Chik Chung Sin » (赤松仙館, « sanctuaire de la divinité du pin rouge »). Les prêtres taoïstes sont également invités à commencer la construction du sanctuaire le 24 du sixième mois lunaire par l'un des dieux taoïstes, Wen Chang Di (文昌帝, « Roi Wen Chang »), par le procédé du Fu Ji. Finalement, le sanctuaire est achevé et officié le 20 du septième mois lunaire. La même année, le 23 du huitième mois lunaire, lors de la célébration de l'anniversaire de Wong Tai Sin, l'autel est nommé « Pu Yi Tan » (普宜壇, « Autel Pu Yi ») par le plus suprême Dieu taoïste, Yu Di par le procédé du Fu Ji. Plus tard, l'autre dieu taoïste, Wen Chang Di, nomme les lieux « Sik Sik Yuen » (嗇色園; « Jardin Sik Sik ») via le processus de Fu Ji. Entre-temps, l'organisme de gestion, Sik Sik Yuen, est créé. En 1925, le sanctuaire est renommé Hall Chik Chung Wong Sin (赤松黃仙祠, « Salle des divinités Wong du pin rouge ») par la fée taoïste, Lu Ju (呂祖, « Ancêtre Lu ») à travers le processus du Fu Ji. Depuis lors, le nom Hall Chik Chung Wong a remplacé le nom d'origine.
Les fonds nécessaires à la construction du temple proviennent principalement des dons de quatre riches hommes d’affaires. Il est probable qu'il s'agit de clients de la boutique médicale de Leung à Wan Chai et sont devenus croyants en raison des avantages qu'ils pensent pouvoir tirer de ces prescriptions médicales.
Pendant et après la Seconde Guerre mondiale, de nombreux Chinois fuient la Chine pour se réfugier à Hong Kong et s'installent principalement à Kowloon, près du temple qui surplombe de vastes étendues de bidonvilles dans les années 1950 et répond au besoin d'un sanctuaire local majeur parmi cette population en croissance rapide et avide d'ascension sociale. Ces gens ont besoin d'un dieu dont l'attention n'est pas déjà occupée par les locaux et le temple de Wong Tai Sin est prêt à recevoir tous ces nouveaux fidèles. La popularité du temple de Wong Tai Sin augmente rapidement depuis cette époque.
Selon la réglementation de l'époque, le sanctuaire est un lieu de culte privé et seuls les taoïstes ou les membres de leur famille y sont autorisés. Ce n'est qu'en 1934 que le temple demande officiellement au gouvernement de pouvoir ouvrir au public pendant le premier mois lunaire de chaque nouvel an chinois. Finalement, il est autorisé à ouvrir toute l'année au public en 1956.
En 1956, le gouvernement propose de récupérer le site du temple pour y construire des logements sociaux. Le président du sanctuaire insiste cependant pour que le lieu de culte reste ouvert. En facturant l'entrée à 10 centimes par personne, le temple fait don des bénéfices au groupe d'hôpitaux Tung Wah (en). Pour faciliter l'administration et la gestion, le temple est enregistré en tant que société anonyme à caractère caritatif en 1965 et obtient l'immunité de ne pas avoir à ajouter le mot « limitée » au nom de l'organisation.

## Architecture
Le temple est construit dans une architecture chinoise traditionnelle avec des piliers rouges, un toit doré avec des frises bleues, des treillis jaunes et des sculptures multicolores.
Un mur des Neuf Dragons, calqué sur celui de Pékin, est présent sur le site. Parmi les bâtiments se trouvent la Grande Salle (大雄寶殿) et la Salle des Trois Saints (三聖堂) qui est dédiée à Lü Dongbin, Guanyin, et Guan Yu. Contenant un portrait de Confucius, le temple taoïste possède une collection de littérature confucéenne, taoïste et bouddhiste.
Il y a également trois arcades commémoratives. La première étant celle de l'entrée et gravée du nom du temple. La deuxième se trouve juste après les boutiques de divination et la troisième plus loin.

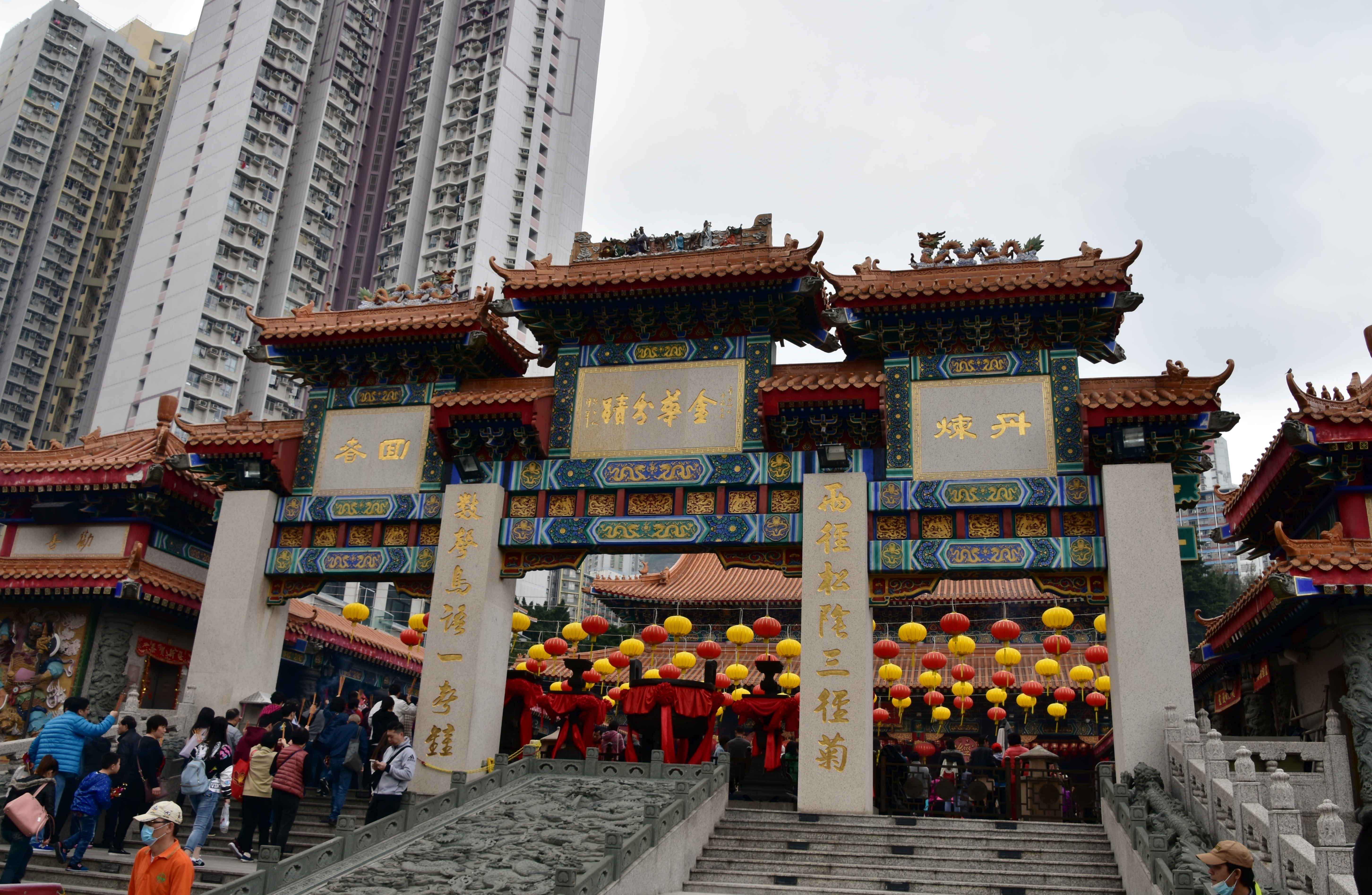
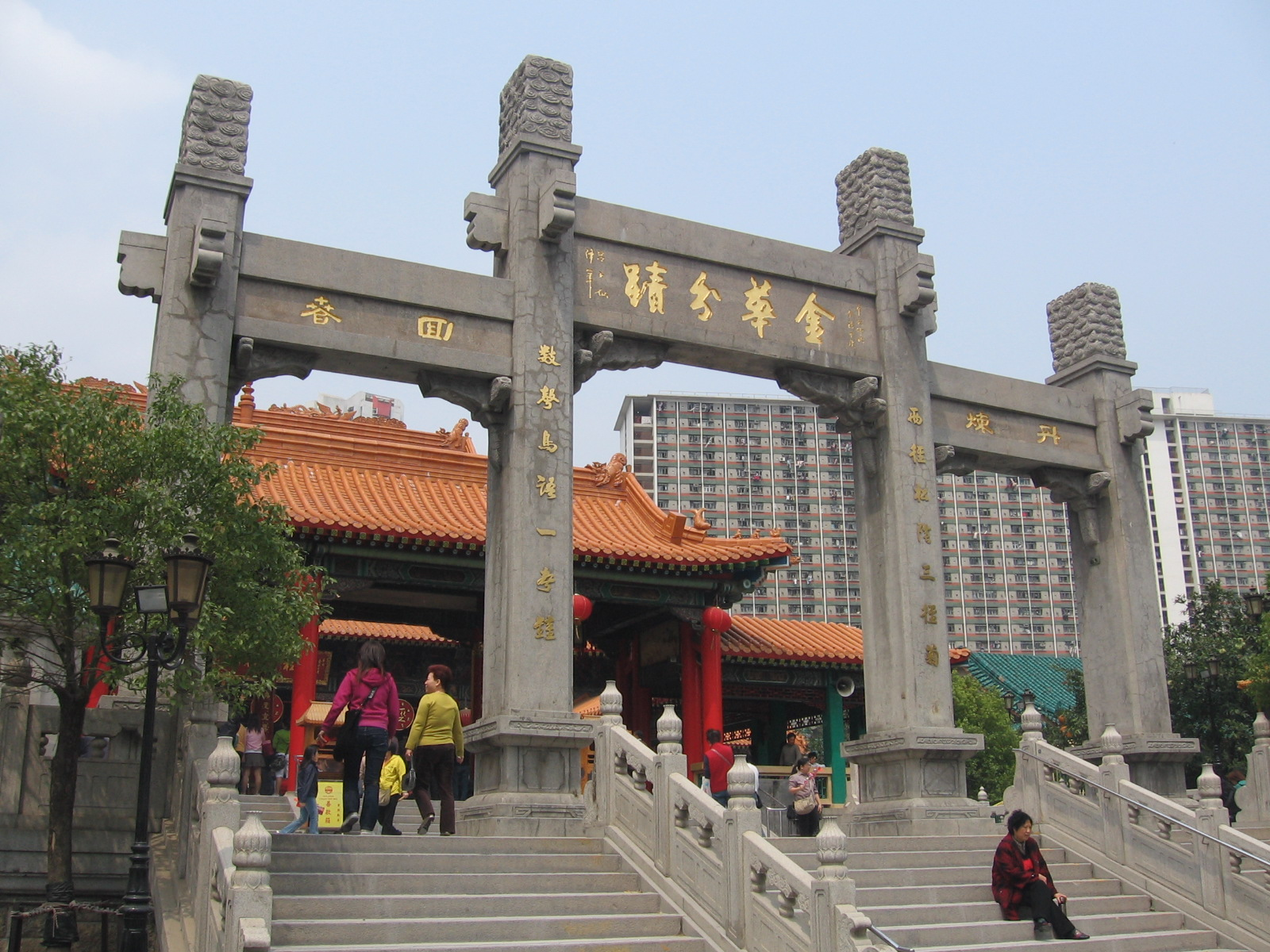
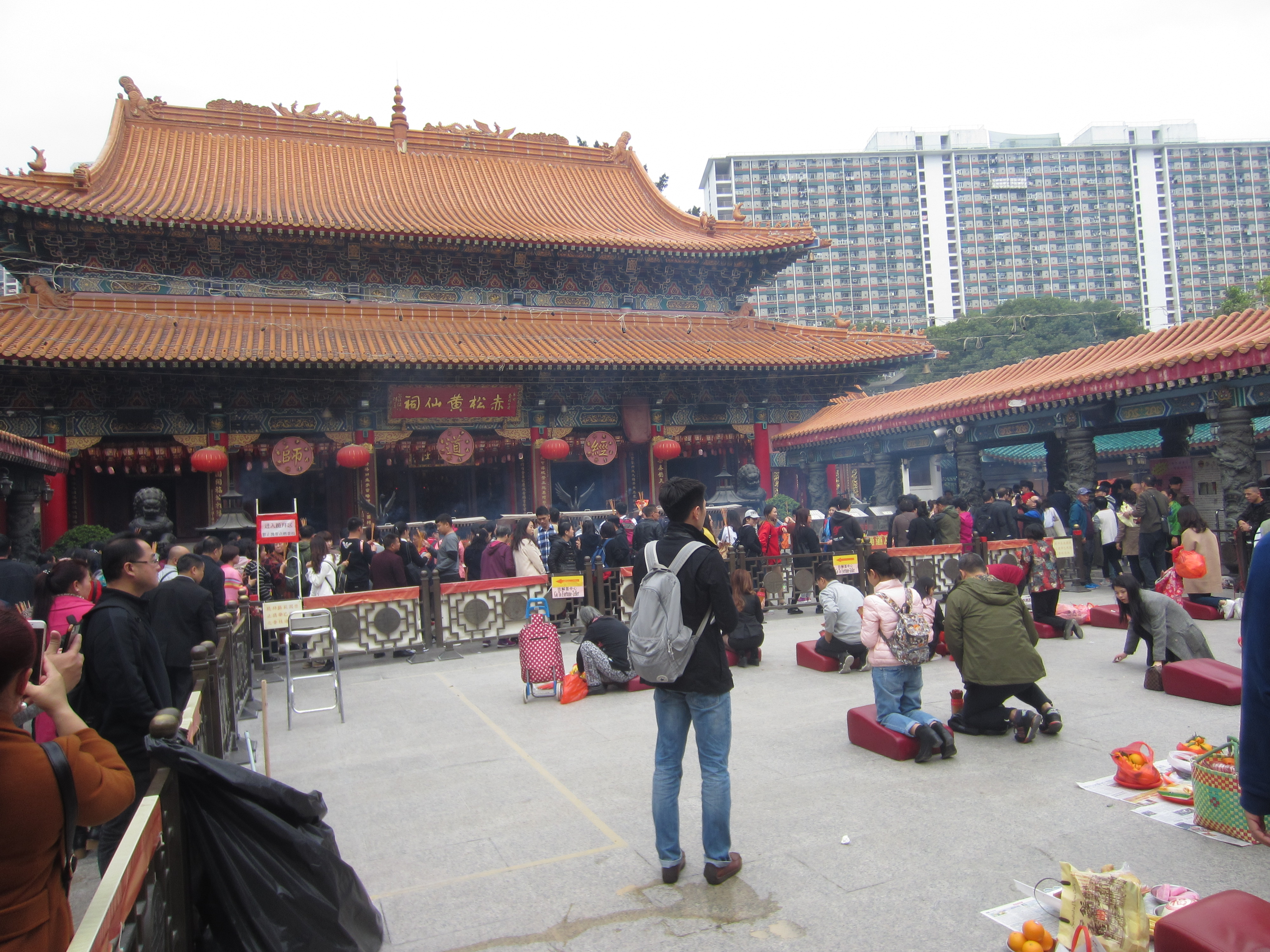
L'autel principal
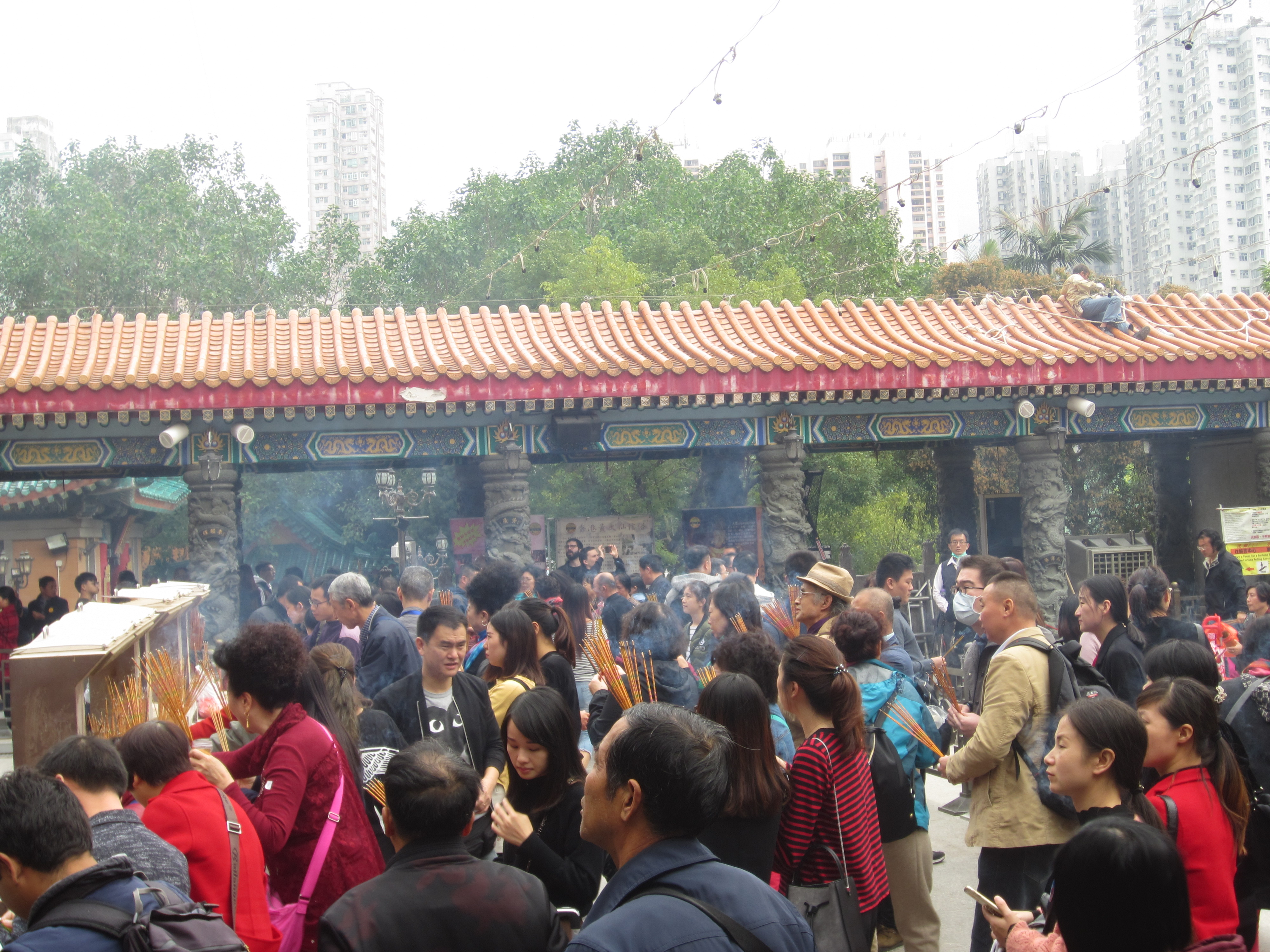
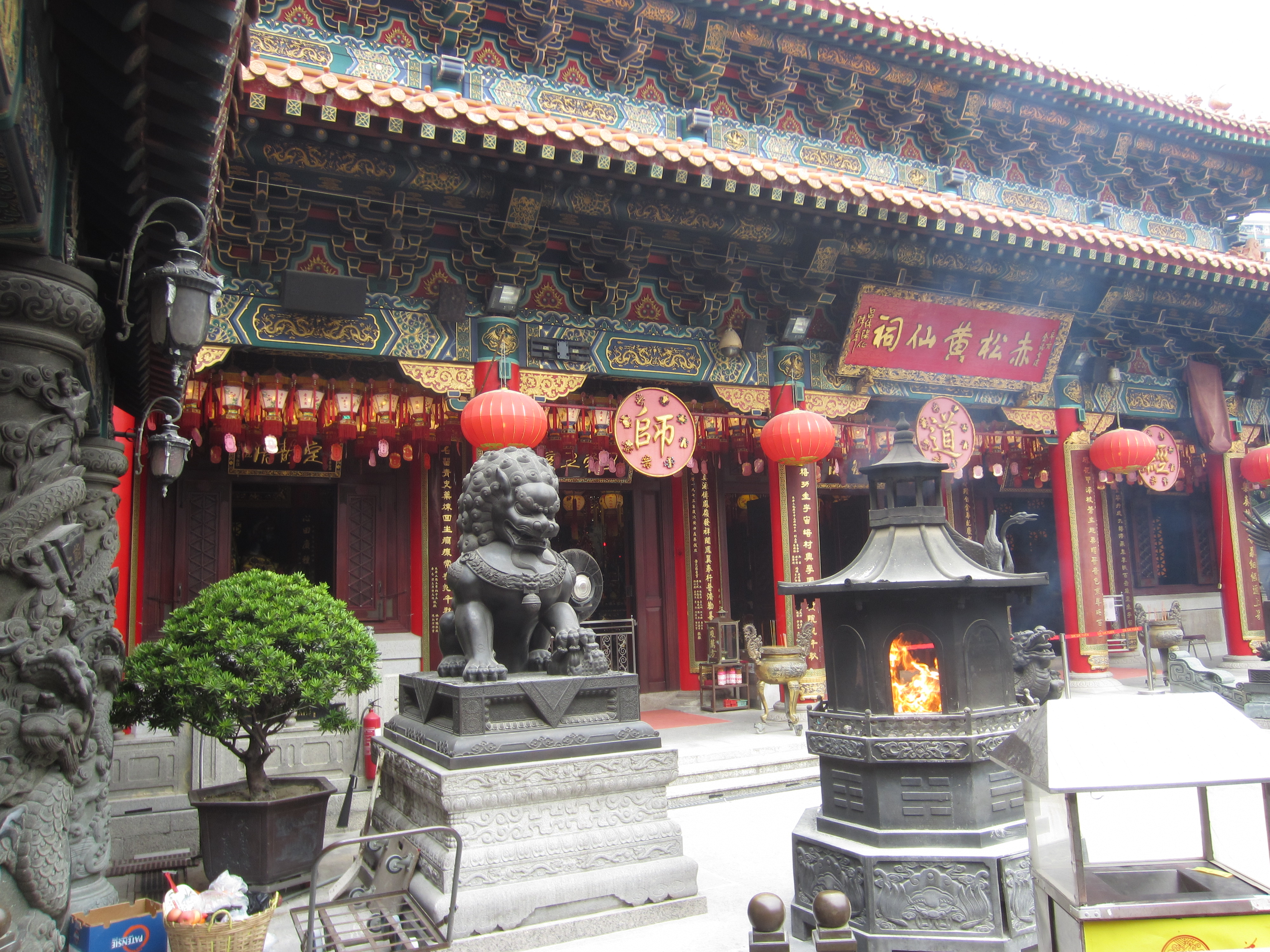
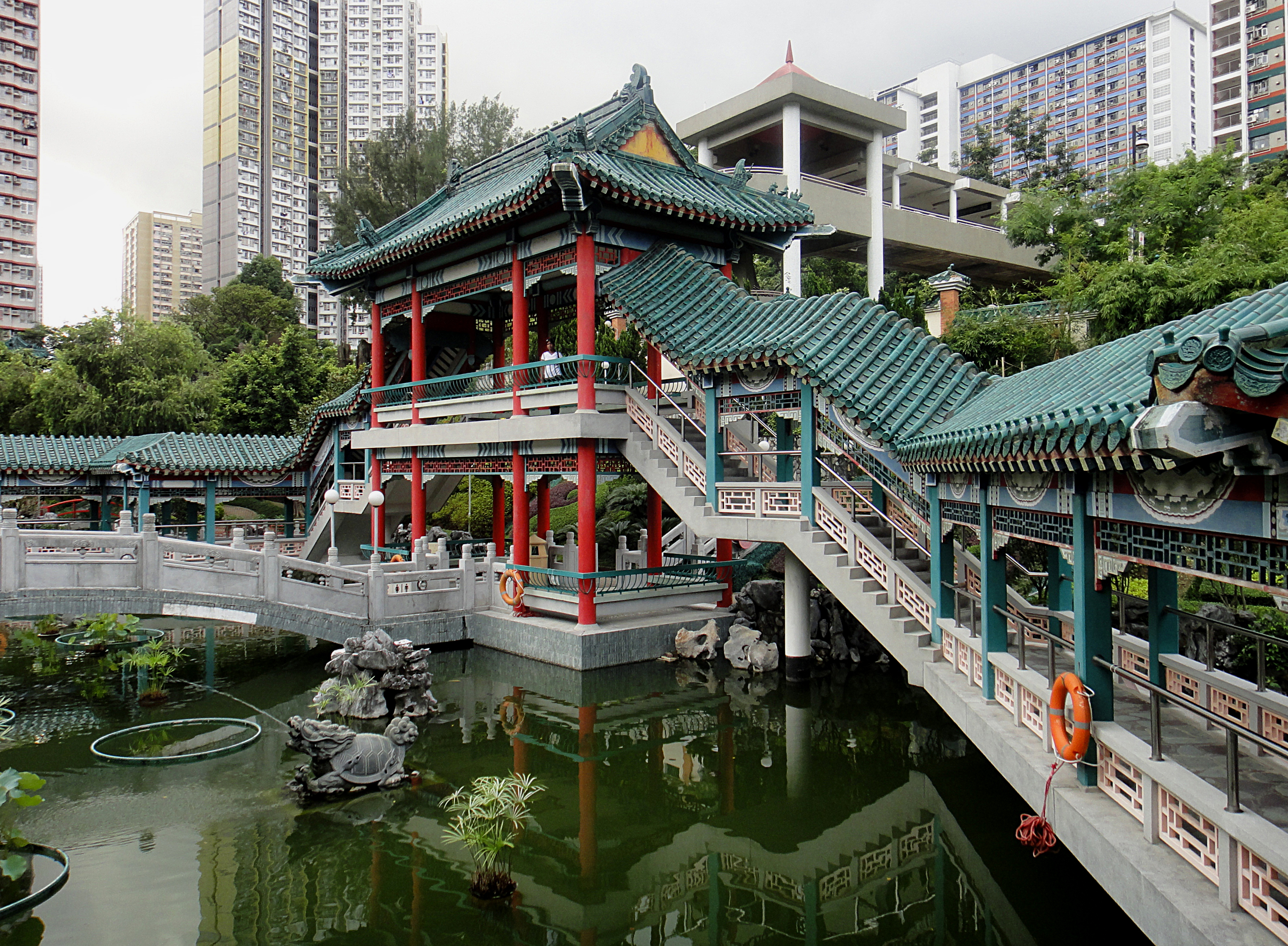
Le Jardin des bons vœux
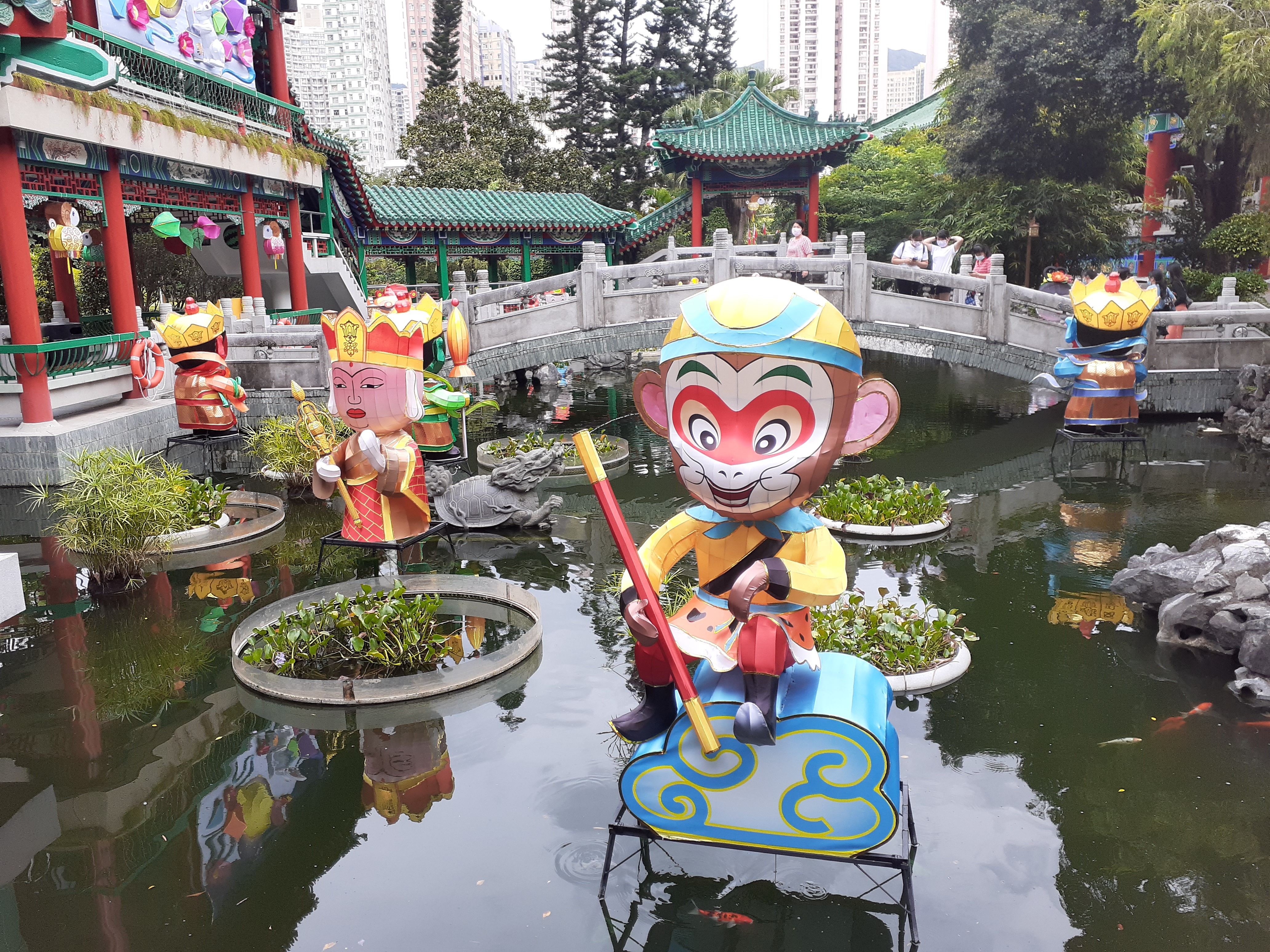
Sun Wukong, le Roi singe
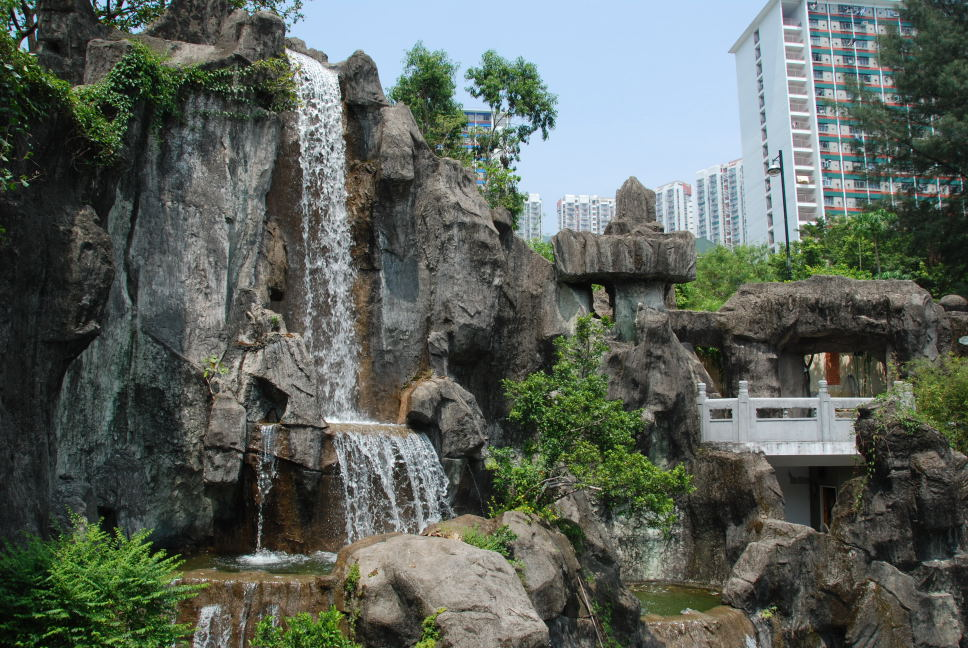
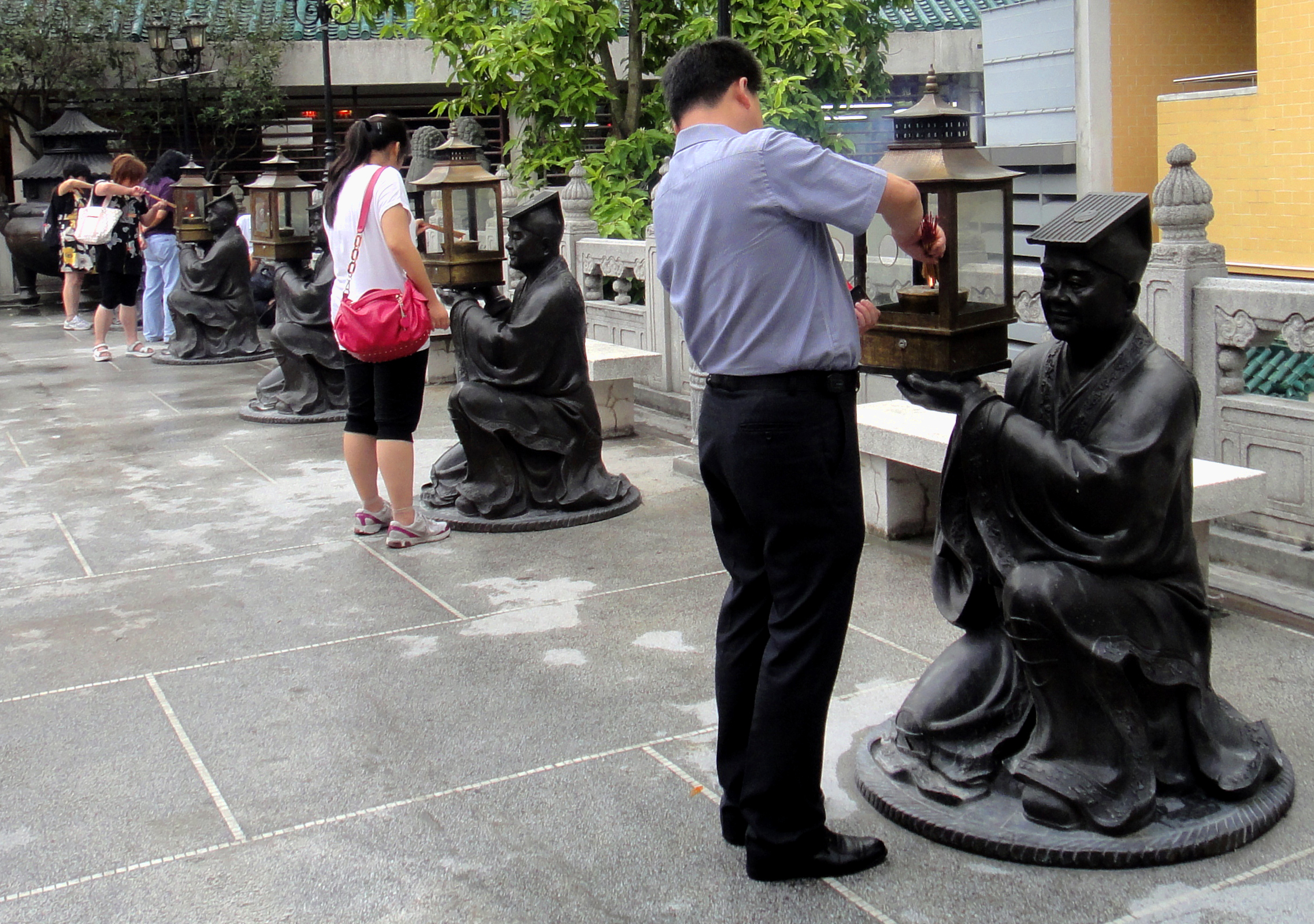
Statues tenant des lampes où est brûlé de l'encens
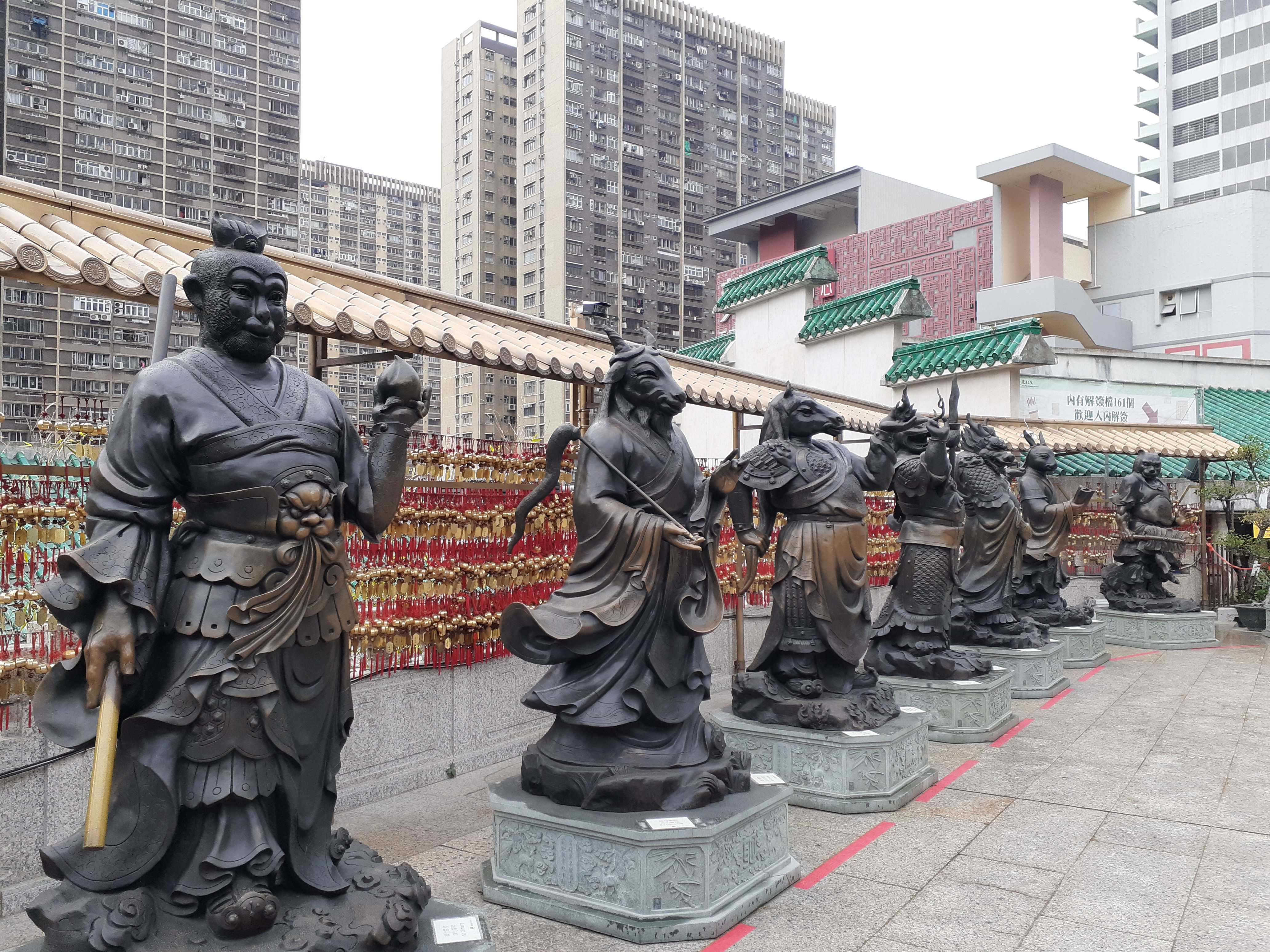
Statues de bronze de l'astrologie chinoise
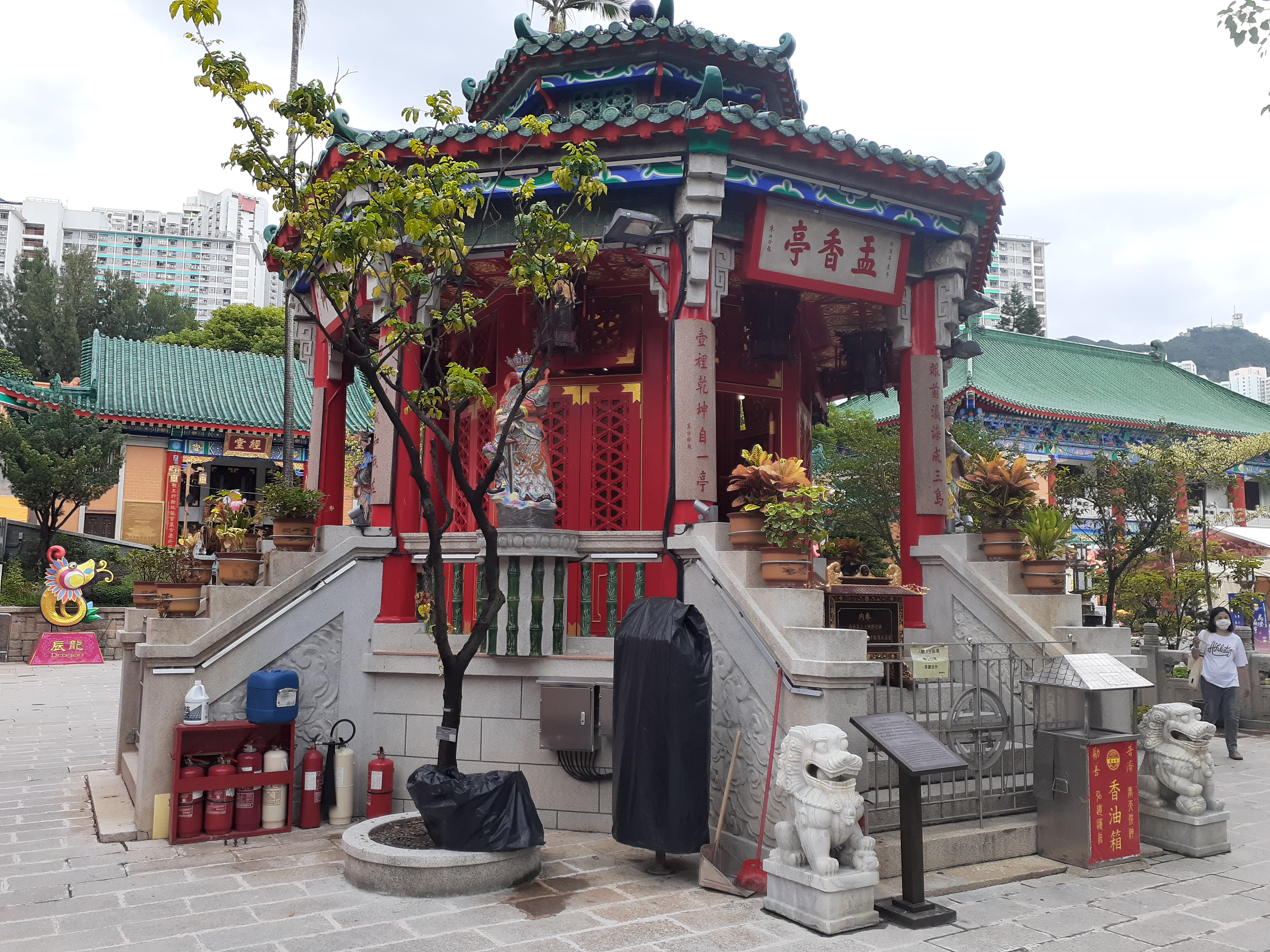
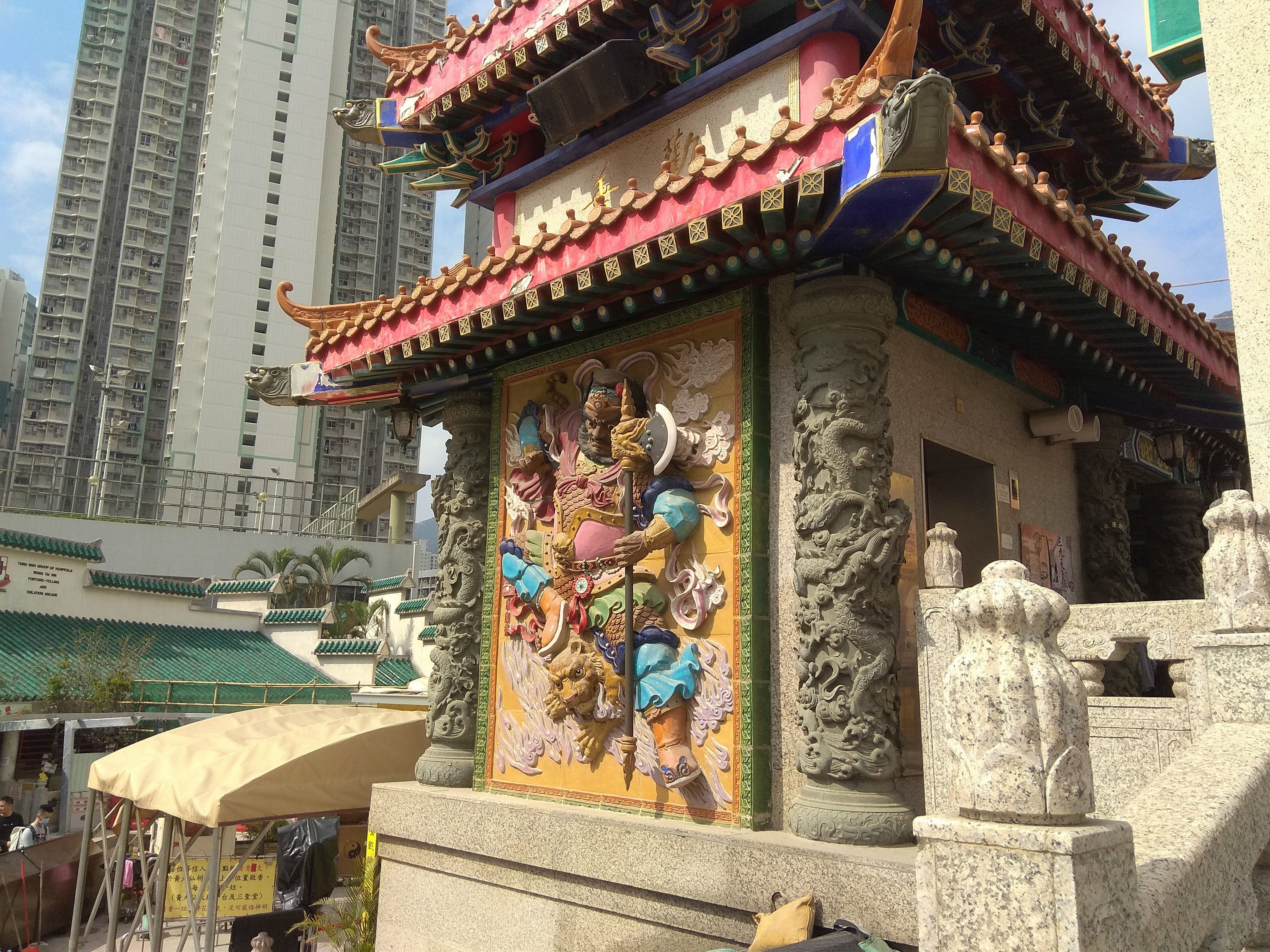
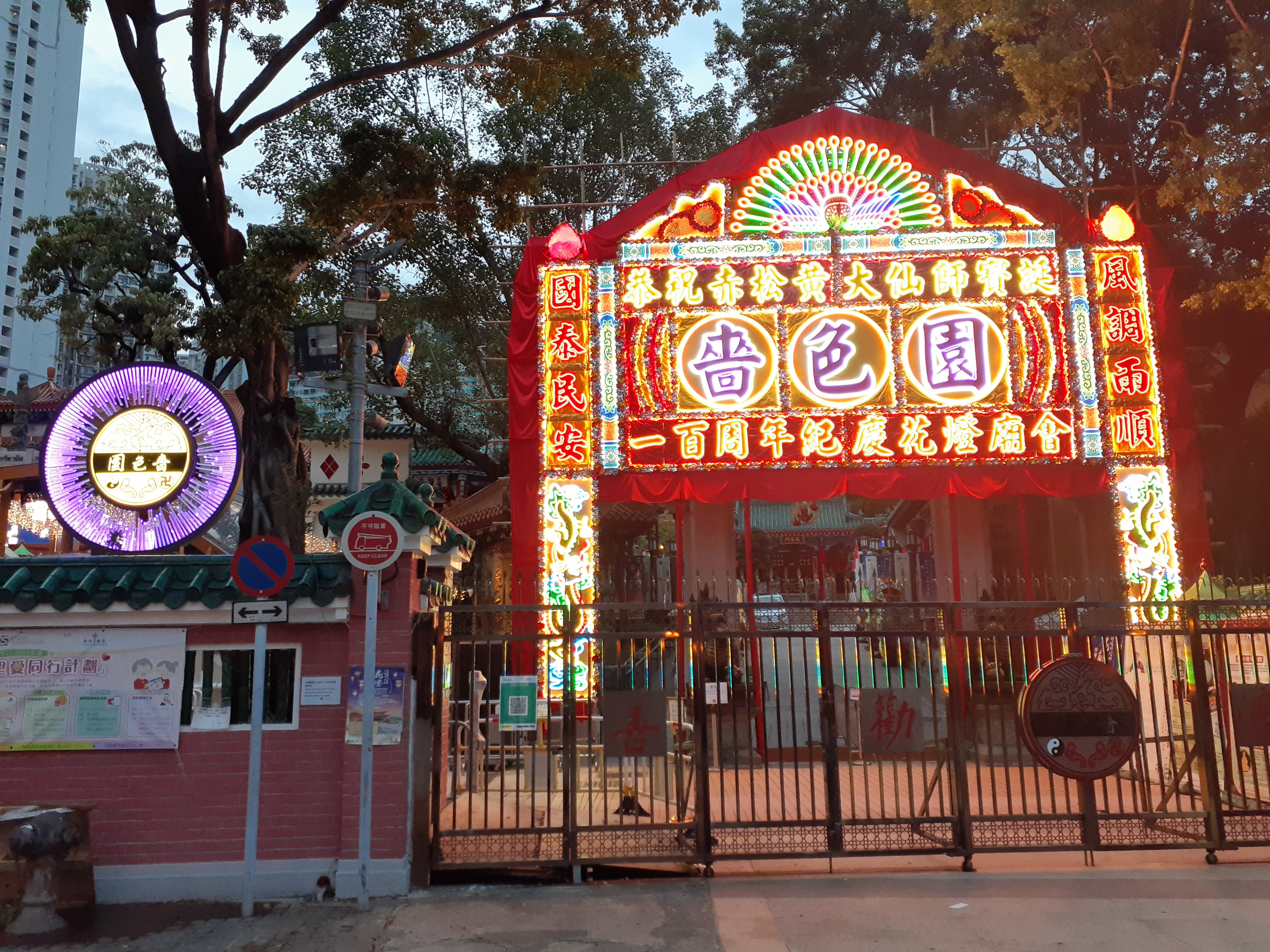
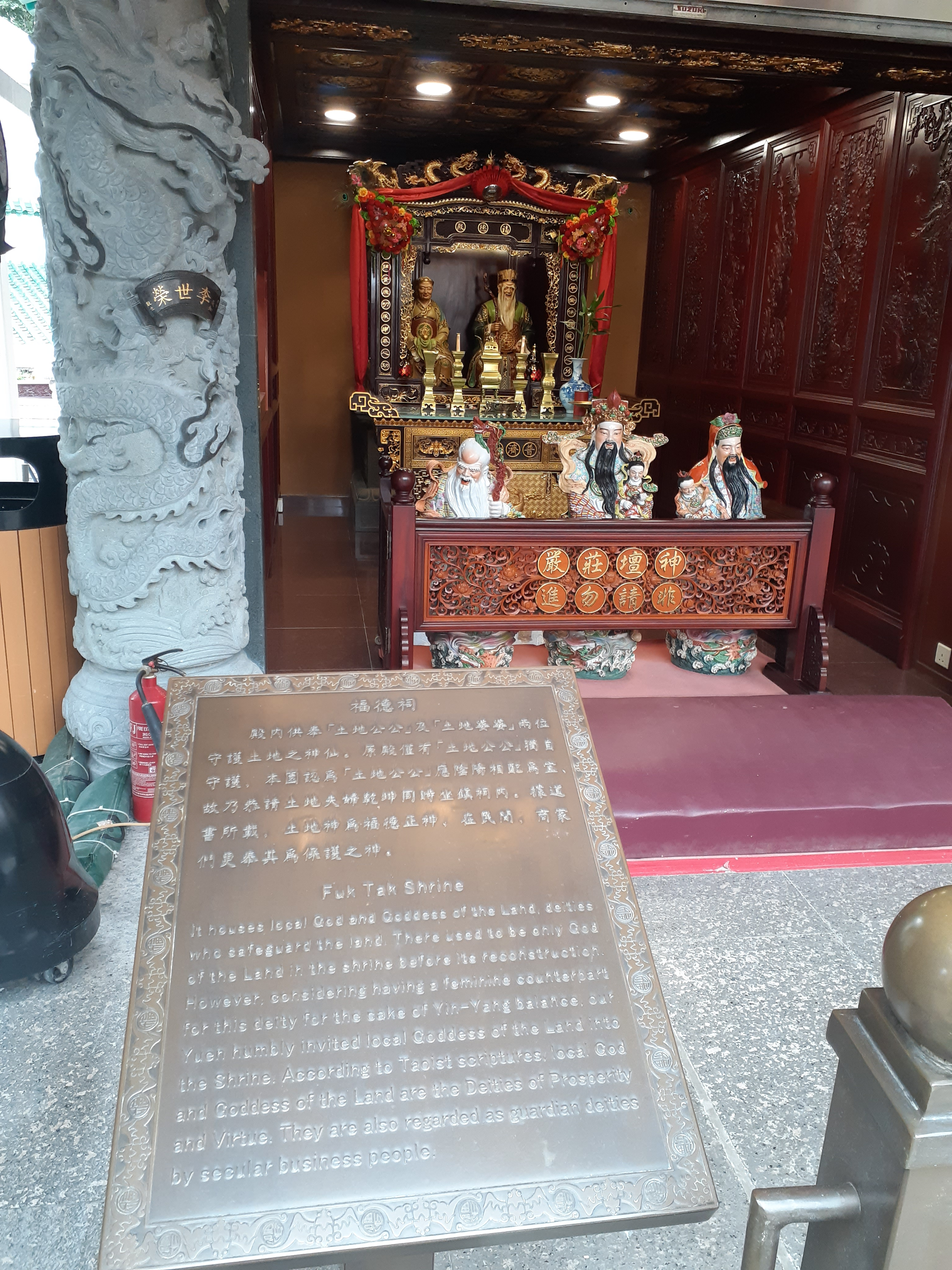
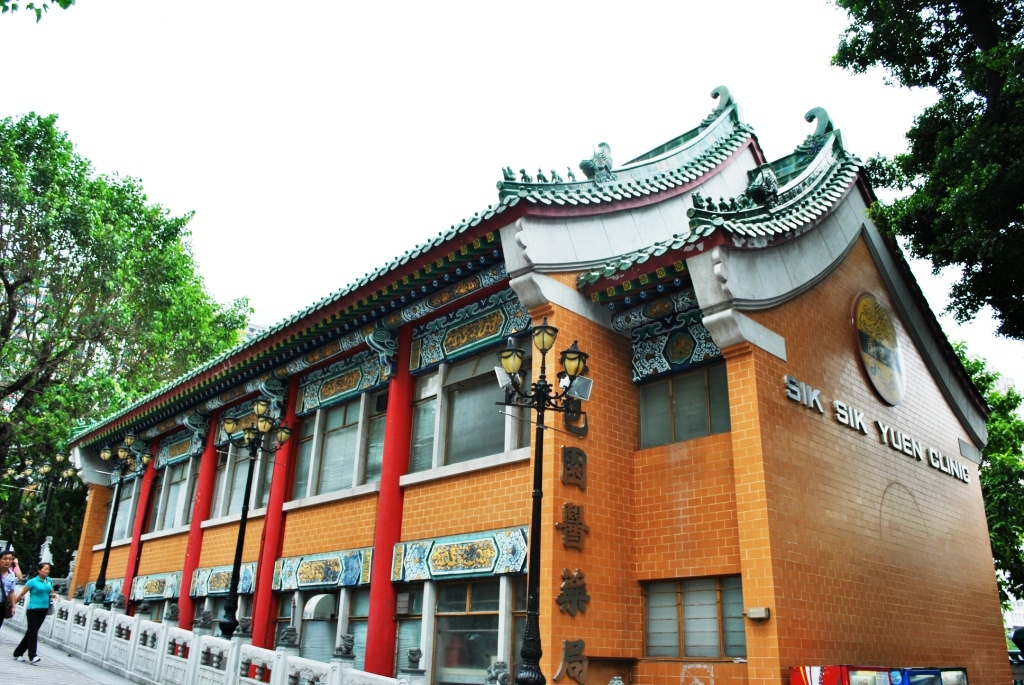
La clinique de la Sik Sik Yuen

## Traditions
Chaque année, du 1er au 15 janvier, le temple reçoit de nombreux visiteurs, comme ceux dont les prières sont exaucées et qui reviennent remercier la divinité. L'anniversaire de Wong Tai Sin est le 23e jour du 8e mois lunaire et les vacances du Nouvel An chinois sont les périodes les plus fréquentées pour le temple.
La veille du Nouvel An chinois, des milliers de fidèles attendent à l'extérieur du temple avant minuit et se précipitent vers l'autel principal pour offrir à Wong Tai Sin leurs bâtons d'encens allumés lorsque l'année arrive. Comme le veut la tradition, plus ils offrent l'encens tôt, plus ils auront de chance cette année-là.
La plupart des visiteurs viennent au temple à la recherche d'une réponse spirituelle via une pratique appelée kau chim (en). Ils allument des bâtons d'encens, s'agenouillent devant l'autel principal, font un vœu et secouent un récipient de bambou contenant des bâtons de fortune jusqu'à ce que l'un d'eux tombe. Ce bâton est échangé contre un morceau de papier portant le même numéro, puis le devin interprétera la bonne fortune sur le papier pour le fidèle. Souvent, la même pièce est amenée dans plusieurs boutiques à des fins de vérification. Certaines boutiques proposent un service de lecture de la paume.
Récemment, des mariages taoïstes ont commencé à y être célébrés.

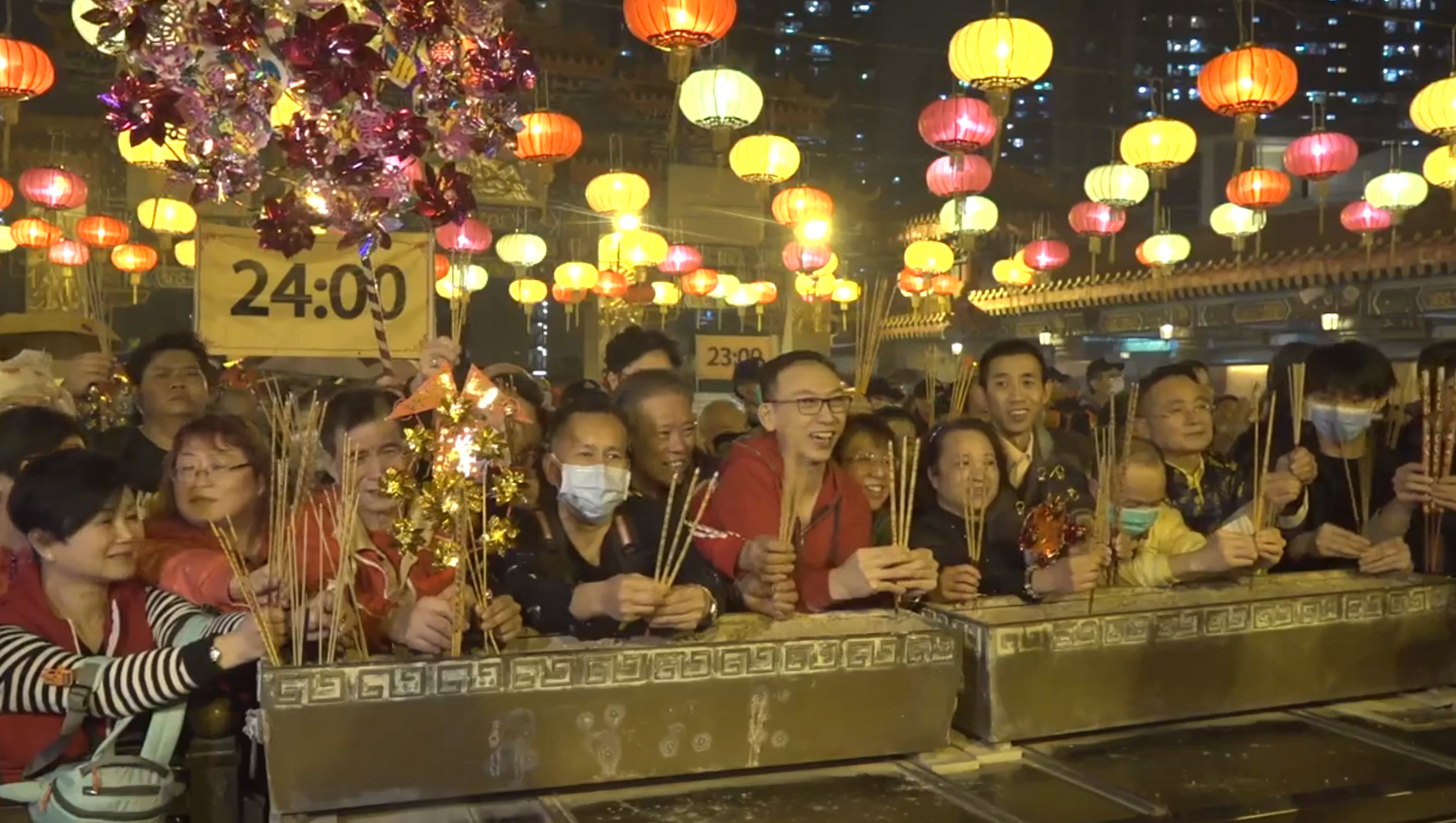
Le soir du Nouvel An, un grand nombre de fidèles attendent le « premier bâton d'encens » dans le temple de Wong Tai Sin.
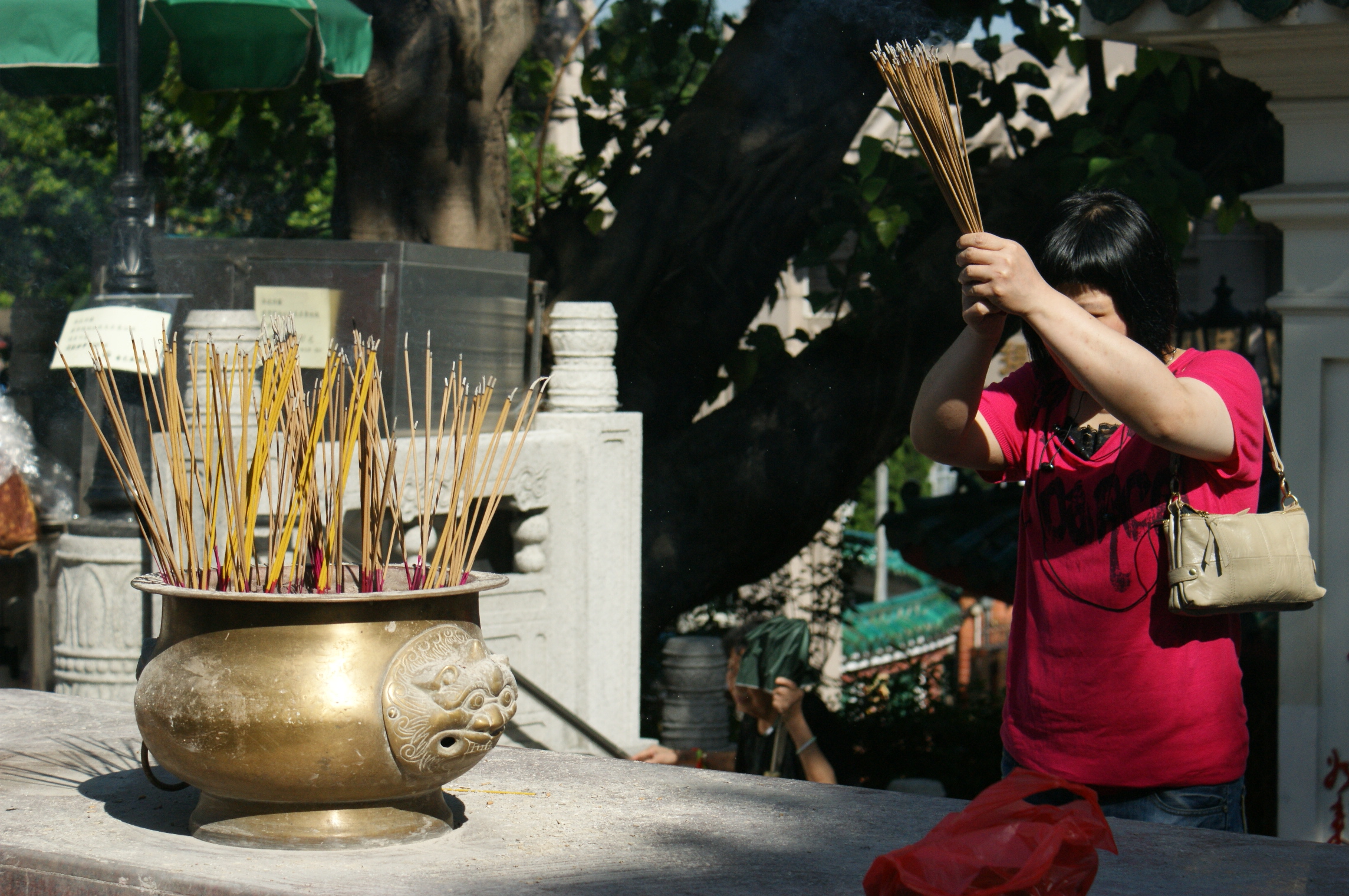
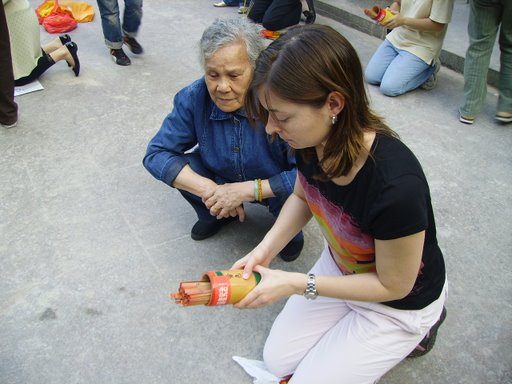
Pratique du kau chim (en)

## Horaires
Le temple est ouvert de 7h00 à 17h00 toute l'année et fonctionne toute la nuit la veille du Nouvel An lunaire. Il est actuellement administré par l'organisation taoïste Sik Sik Yuen (嗇色園).

## Éducation (géré par la Sik Sik Yuen)

### Écoles secondaires
- Ho Fung College (en)
- Ho Lap College (en)
- Ho Dao College
- Ho Ngai College
- Ho Yu College et école primaire

### Écoles primaires
- École primaire Ho Shun
- École primaire Ho Lap
- École primaire Ho Ming

### Jardins d'enfants et crèches
- Jardin d'enfants Ho Yu
- Jardin d'enfants Ho Shui
- Jardin d'enfants Ho Lap
- Jardin d'enfants Ho Ching
- Jardin d'enfants Ho Yan
- Jardin d'enfants Ho Tak et centre de soins pédiatriques Ho Tak
- Crèche de jour Ho Oi

### Centre éducatif
- Centre d'éducation à la nature et à l'astronomie Ho Koon

## Dans la culture populaire

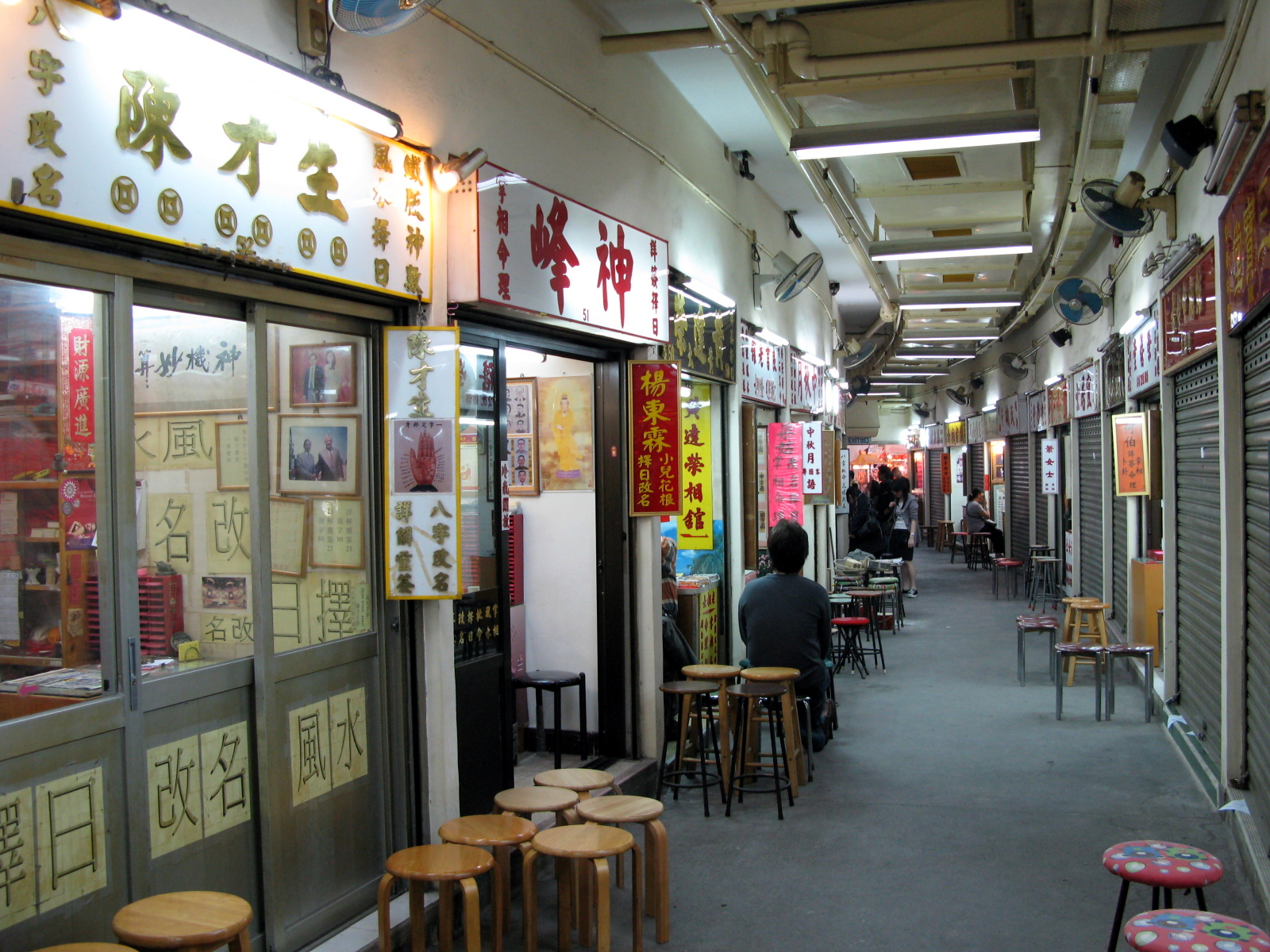
La boutique 44 de l'arcade de divination et d'oblation de Wong Tai Sin est visible dans l'émission de télé-réalité The Amazing Race 2.

L'arcade de divination et d'oblation de Wong Tai Sin est le site de la septième étape de l'émission de télé-réalité The Amazing Race 2, dans laquelle les participants doivent trouver la diseuse de bonne aventure Amelia Chow (dans la boutique 44) et bénéficier d'une lecture du visage et de la paume.